# Liselotte Hyveled
Liselotte Hyveled (født januar 1966) er vicepræsident i Novo Nordisk og forhenværende formand for Det Centrale Handicapråd. Børne- og socialminister Mai Mercado udpegede Liselotte Hyveled som formand for rådet i maj 2018. Hun er initiativtager til ”Project Opportunity”, et samarbejde mellem Landsforeningen Autisme og Novo Nordisk, som handler om inklusion af mennesker med autisme på arbejdsmarkedet. For dette arbejde har hun vundet autismeprisen i 2015. 
Derudover er Liselotte medarbejder-repræsentant i Novo Nordisk A/S bestyrelse fra 2014-2018 og igen fra 2022. Forhåndværende medlem  i nomineringskomiteen og nu i R&D komiteen. Hun har stået i spidsen for udviklingen af Novo Nordisk hurtigtvirkende insulin FIASP som fik markedsføringsgodkendelse i EU og USA i 2017. I 2017 vandt hun prisen “most inspirational woman in autism workforce integration/West Europe and diabetes Care Company of the year". Hun er desuden ffv. generalforsamlingsvalgt bestyrelsesmedlem i Firmaet RSP systems ( medicinsk udstyr) samt adviser gennem NOME for flere små start-ups. 
Liselotte Hyveled er aktiv i frivilligsektoren, blandt andet i Lyngby Suppekøkken.